# Chomo Lonzo
Le Chomo Lonzo est le vingt-quatrième sommet le plus haut sur Terre. Il est situé en République populaire de Chine, non loin de la frontière tibéto-népalaise, à 7 790 mètres d'altitude. Le Chomo Lonzo fait partie du groupe du Makalu, dont il constitue l'épaulement septentrional.

## Ascensions
- 1954 - Le Chomo Lonzo est gravi lors d'une expédition de reconnaissance du Makalu. Expédition organisée par Lucien Devies, dirigée par Jean Franco, et composée de Jean Bouvier, Pierre Leroux, Guido Magnone, Jean Couzy, Lionel Terray. Malgré de très mauvaises conditions (vent violent et froid intense), Jean Couzy et Lionel Terray atteignent le sommet le 30 octobre.